# Taça Europeia Feminina de Hóquei em Patins de 2010–11
A Taça Europeia Feminina de Hóquei em Patins 2010/11 foi a 5ª edição da Taça Europeia Feminina de Hóquei em Patins organizada pela CERH.

## Taça Europeia Feminina 2010/11
As equipas classificadas são: 
| Taça Feminina 2010/11 | Taça Feminina 2010/11 | Taça Feminina 2010/11 | Taça Feminina 2010/11 |
| --------------------- | --------------------- | --------------------- | --------------------- |
| Biesca Gijón HC       | CP Voltregá           | CE Arenys de Munt     | Cerdanyola CH         |
| Montreux HC           | RHC Diessbach         | / RHC Friedlingen     |                       |
| US Coutras            | CS Noisy le Grand     |                       |                       |
| Dusseldorf            | RSC Cronenberg        |                       |                       |
| HC Marco              |                       |                       |                       |

## Pré-Eliminatória
| J | Visitado          | Resultado | Visitante         | 1ª Mão | 2ª Mão |
| 1 | CS Noisy le Grand | 2-15      | Cerdanyola CH     | 2-5    | 0-10   |
| 2 | HC Marco          | 2-11      | CE Arenys de Munt | 2-4    | 0-7    |
| 3 | RHC Diessbach     | 5-8       | Dusseldorf        | 3-2    | 2-6    |
| 4 | CP Voltregá       | 27-3      | Montreux HC       | 10-0   | 17-3   |

## Quartos de Final
| J  | Visitado       | Resultado | Visitante         | 1ª Mão | 2ª Mão |
| 9  | Cerdanyola CH  | 6-7       | Biesca Gijón HC   | 4-5    | 2-2    |
| 10 | US Coutras     | 6-14      | CP Voltregá       | 2-4    | 4-10   |
| 11 | RSC Cronenberg | 2-14      | CE Arenys de Munt | 0-5    | 2-9    |
| 12 | Dusseldorf     | 6-14      | / RHC Friedlingen | 4-5    | 2-9    |

## Fase Final
|  | Semifinal         | Semifinal       |   |  | Final       | Final |  |
|  |                   |                 |   |  |             |       |  |
|  | 4 Maio            |                 |   |  |             |       |  |
|  | Biesca Gijón HC   | 2               |   |  |             |       |  |
|  | CE Arenys de Munt | 1               |   |  |             |       |  |
|  |                   |                 |   |  |             |       |  |
|  |                   |                 |   |  | 5 Maio      |       |  |
|  |                   |                 |   |  | CP Voltregá | 2     |  |
|  |                   | Biesca Gijón HC | 1 |  |             |       |  |
|  |                   |                 |   |  |             |       |  |
|  |                   |                 |   |  |             |       |  |
|  |                   |                 |   |  |             |       |  |
|  | 4 Maio            |                 |   |  |             |       |  |
|  | / RHC Friedlingen | 2               |   |  |             |       |  |
|  | CP Voltregá       | 10              |   |  |             |       |  |

## Final Four
| 28 Maio  | Biesca Gijón HC   | 2-1 | CE Arenys de Munt |  |
| 17 (GMT) | Luciana Agudo (2) |     | Laia Pera         |  |

| 28 Maio  | RHC Friedlingen /     | 2-10 | CP Voltregá                                                                              |  |
| 19 (GMT) | Adeline Le Borgne (2) |      | Natasha Lee Anna Casaramona Cristina Barceló Sílvia Romero Anna Romero Carla Giudici (5) |  |

## Final
| 29 Maio  | CP Voltregá                     | 2-1          | Biesca Gijón HC |  |
| 17 (GMT) | Natasha Lee Carla Giudici (GdO) | Golo de Ouro | Sara Gonzalez   |  |

| Vencedoras Taça Europeia Feminina 2010–11 |
| CP Voltregá (2º)                          |

## Ligações Externas
- CERH website

### Internacional
- Ligações para todos os sítios de hóquei
- Mundook- Sítio com notícias de todo o mundo do hóquei
- Hoqueipatins.com - Sítio com todos os resultados de Hóquei em Patins